# Зихнийская и Неврокопийская митрополия
Зихнийская и Неврокопийская митрополия (греч. Ιερά Μητρόπολις Ζιχνών και Νευροκοπίου) — епархия «Новых Земель» Элладской православной церкви. Как и прочие епархии «Новых Земель» имеет также формальное подчинение Константинопольскому патриархату.
Епархия была образована в 1924 году. Центром епархии является город Неа-Зихни в Греции.

## История
В 1039 году впервые упоминается епископ античного города Ихны (ныне Палеа-Зихни, руины находятся недалеко от Неа-Зихни) по имени Антоний. В то время Зихнийская епархия была епископией, подчинённой Серрской митрополии.
При епископе Иоакиме (в святцах упоминатется, как святитель Иоанн Зихнийский) между июнем 1328 и июлем 1329 годами епархия получила статус митрополии по указу императора Андроника II Палеолога (1282—1328).
С 1375 по 1913 года территория Зихнийской митрополии находилась под властью турок.
В июле 1655 года патриарх Константинопольский Иоанникий II упразднил Неврокопийскую митрополию и слил её с Зихненской (город Неврокоп является античным Никополем, в настоящее время находится в Болгарии — Гоце-Делчев). В XVII веке часть территорий митрополии были переданы другим епархиям и 1663 году сама Зихнинская и Неврокопийская митрополия вошла в состав Филиппийской, которая после этого именовалась Филиппийской, Драмской, Зихненской и Неврокопской. Неврокопская епархия была отделена от Филипийской в 1882 году при патриархе Иоакиме III.
В начале XX века Зихна была заброшена, и примерно в километре от неё возник город, получивший название Неа-Зихни.
Вошедшие в 1912—1913 годы в состав Греческого государства епархии Константинпольского Патриархата (в том числе Зихнийская) были переподчинены Синоду Элладской православной церкви.
После геноцида христианского населения в Турции вошедшее в историю, как «малоазийская катастрофа» 1922 года и обмена населением между Грецией и Турцией, часть беженцев обосновалось в Восточной Фракии. Они принесли с собой святыни, включая образ Богородицы.
В 1924 году Патриархом Константинопольским Григорием III Зихнинская епархия была воссоздана путём выдедения из Филиппийской митрополии.
В 1952 году митрополии Зихни была объединена с воссозданной в 1882 году митрополией Неврокопия.
В 2000-е году Зихнийская митрополия насчитывала примерно 12 тысяч православных проживающих в 65 деревнях из которых только 4 населенных пункта имеют население больше 1000 человек.

## Святые особо почитаемые в митрополии

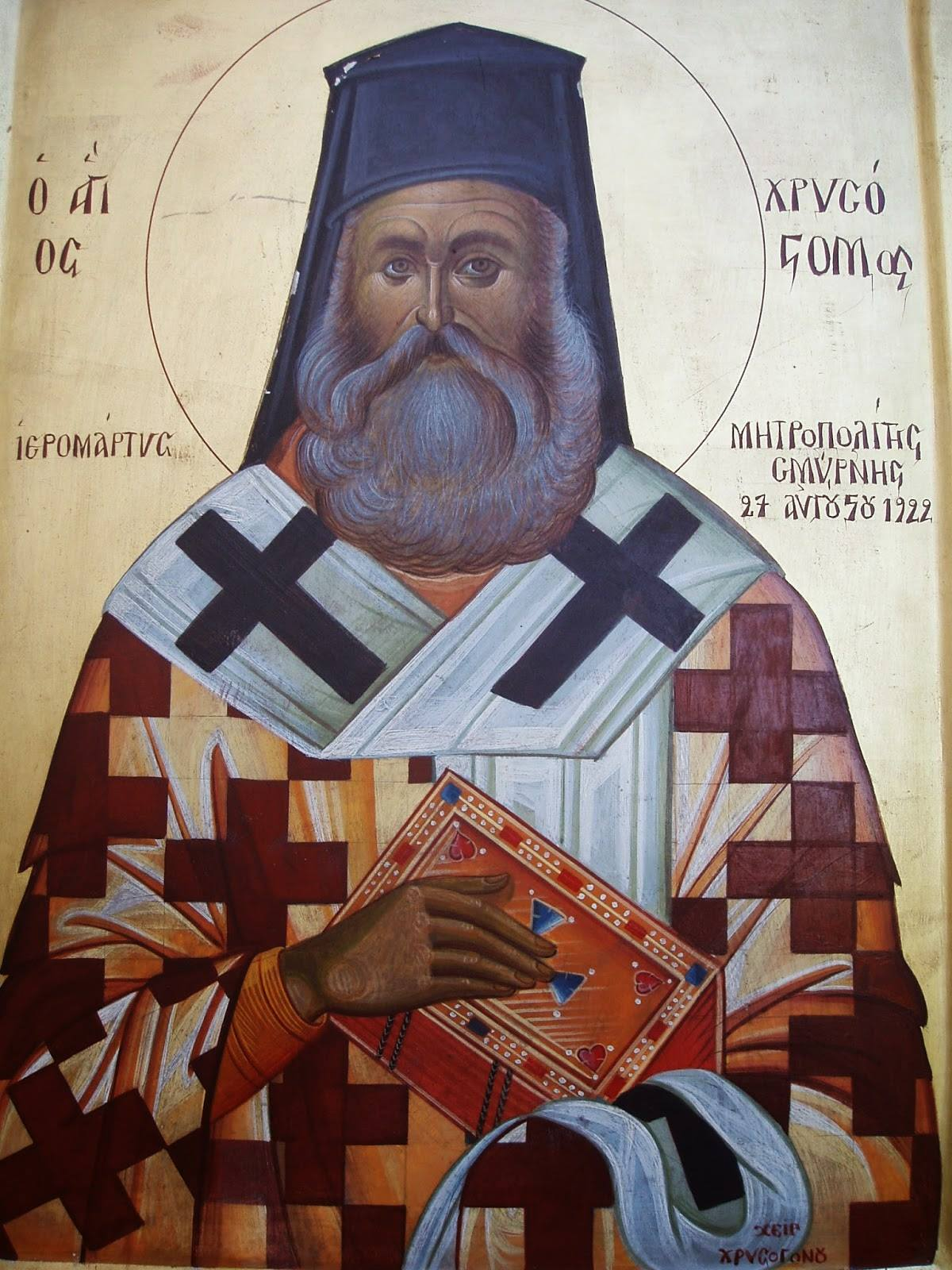
Священномученик Хризостом, митрополит Драмы и Зихни

Святой апостол Павел, основатель Церкви Амфиполиса (29 июня).
Священномученик Хризостом, митрополит Драмы и Зихни (память в воскресенье перед Воздвижения).
Святитель Иоанн, епископ Зихни (11 декабря).
Святой Феофил Мироточивый из Зимона (8 июля).
Священномученик Мокий, пресвитер из Амфиполя (11 мая).
Святые фессалоникийские мученики со святыми Актокосом и Тавриосом Амфипольскими пострадавшие (7 ноября).
Священномученик Евфимий, епископ Зилон (29 мая).

## Архиереи
Период от первого упоминания кафедры по XVII век
- Антоний (XI век), первый епископ с кафедрой в г. Зихни
- Иоанн (Иоаким) Зихнинский, свт. (XIV век)
- Пахомий (XVI век)
- Григорий (XVI век), был представителем патриарха Константинопольского в посольстве в Москву в 1518 году.

Новейший период Зихнийской митрополии
- Александр (Диланас) (9 октября 1924 — февраль 1943)
- Кирилл (Карбалиотис) (15 апреля 1943 — 25 сентября 1951)
- Агафангел (Цаусис) (26 сентября 1951 — 3 января 1965)
- Никодим (Валиндрас) (22 ноября 1965 — 22 май 1974)
- Спиридон (Киветос) (27 мая 1974 — 4 февраля 2003)
- Иерофей (Цолиакос) (с 17 мая 2003)

## Монастыри
согласно официальному сайту Элладской православной церкви
- Монастырь Святой Троицы в Тумба Серрес (мужской; Τούμπας Σερρών)
- Монастырь Святой мученицы Кириакии (женский)
- Монастырь Святой мученицы Параскевы (женский)
- Монастырь Святого Мины (женский)
- Монастырь Вознесения Господня (женский)